# マイケル・ポランニー

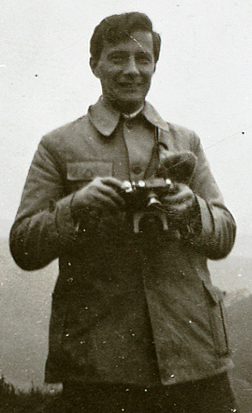
マイケル・ポランニー

マイケル・ポランニー（英: Michael Polanyi ハンガリー語: Polányi,Mihály（ポラーニ・ミハーイ）, 1891年3月11日 - 1976年2月22日）は、ハンガリー出身のユダヤ系ハンガリー人物理化学者・社会科学者・科学哲学者。日本語での表記にはマイケル・ポラニーもある。暗黙知・層の理論・創発・境界条件と境界制御・諸細目の統合と包括的全体、等の概念を1950年代に提示した。

## 生涯
1891年、ブダペストでポランニー家の第5子として生まれる。中学校はエリート養成校だったミンタ・ギムナジウムに通い、ブダペスト大学の医学部で学んだ。大学生時代は、兄のカール・ポランニーが委員長を務めるガリレイ・サークルに参加し、社会民主運動にも関わる。1912年、4月～6月カールスルーエ大学にブレディッヒ教授を頼って遊学。化学への関心を深めた。
ハンガリーに戻ったのちの1913年、ブダペスト大学卒業。医学博士号を取得。1914年にブダペスト大学を卒業した。同年に再びカールスルーエ大学に移籍するが、このとき第一次世界大戦勃発。既にこの頃アルベルト・アインシュタインと文通をしていた。第一次世界大戦にオーストリア＝ハンガリー軍の軍医としてセルビア方面に従軍し、1916年に負傷して療養生活を送る。この時期に博士論文を書いた。1917年にブダペスト大学から化学博士号を授与された。
ハンガリーでは1918年にアスター革命が起きてカーロイ・ミハーイ政権が成立し、マイケルは保健相の秘書として働いた。政権が短命に終わりハンガリー・ソヴィエト共和国が成立すると学業に戻り、同国の崩壊によって1920年にドイツに亡命した。ドイツではカイザー・ヴィルヘルム学術振興協会のパルプ化学研究所に勤め、1923年に同協会の生物化学および電気化学研究所に移る。同年にカトリックに改宗し、マグドルナ・エルジェーベト・ケメーニ（Magda Elizabeth Kemeny）と結婚し、1929年に息子のジョン・ポランニーが誕生した。1928年、レオ・シラード、ユージン・ウィグナー、ジョン・フォン・ノイマンとともにソ連問題研究会をつくった。
ナチスの台頭によって研究が難しくなったマイケルは、1933年に家族と共にイギリスのマンチェスターに移住した。マンチェスター大学の物理化学の教授として1948年まで勤め、1944年にロイヤル・ソサエティのメンバーに選ばれ、当時の教え子だったユージン・ウィグナーとメルヴィン・カルヴィンは後にノーベル賞を受賞した。ドイツ時代に交流があった化学者の堀内寿郎もイギリスに渡り、マイケルと堀内はいくつかのプロジェクトで研究をした。
1948年に、研究のフィールドを社会科学に移した。その理由は、科学における自分の発見の過程を理論的・哲学的に整理しようとしたという説がある。また、1935年にソ連を訪問した際にニコライ・ブハーリンと会見したことを原因とする説もある。マイケルは暗黙知の概念を見出し、科学研究を政治的立場やイデオロギーから解放することを模索するようになった。マンチェスター大学では社会科学教授として1948年から1958年、オックスフォード大学では主任研究員として1959年から1961年まで歴任した。1962年にアメリカ芸術科学アカデミーの外国人名誉会員に選ばれ、同年から1963年にバロアルトの研究所、1964年にデューク大学、1965年から1966年にはウェズリアン大学に勤めた。1975年、ノーサンプトンの病院にて死去した。

### 一族
次兄は経済人類学者のカール・ポランニー。姉のラウラ・ポラーニ＝シュトリカーは先進的な幼稚園経営者であり、ブダペスト大学で最初に博士号を得た女性だった。息子は物理化学者のジョン・ポランニーである。

## 業績
化学、医学、生理学、物理学、哲学など多岐に渡る研究分野でノーベル賞級の研究成果を残したと言われる。息子のジョン・ポランニーは1986年にノーベル化学賞を受賞しており、ジョンの研究もマイケルとの共同研究の成果だった。
マンチェスター大学の物理化学教授時代の研究分野は、吸着のポテンシャル説（最初の論文は1914年に書かれて50年間近く評価されなかった。現在ではシリカゲルや活性炭等の消臭効果等で知られている）、X線解析、結晶構造、化学反応速度論などだった。物理化学者として219編の論文と1冊の著書を残した。化学と物理学を明確に分けた論文（反応のポテンシャル曲面論）を認めさせた点でも高く評価されている。
科学哲学者としては暗黙知や層の理論を提示し、新たな哲学を構築した。モーリス・メルロー＝ポンティ以外、西欧哲学とはあまり接点がない。

## 主要著書
- 『暗黙知の次元 - 言語から非言語へ』　佐藤敬三訳、紀伊國屋書店、1980年01 ISBN 4314003014 / 高橋勇夫訳、ちくま学芸文庫　2003年12　ISBN 4480088164 - 紀伊國屋書店には誤訳がある[要出典]。新訳であるちくま学芸文庫版を参照したい。
- 『個人的知識 - 脱批判哲学をめざして』　長尾史郎訳、ハーベスト社、1985年12 ISBN 4938551004
- 『知と存在 - 言語的世界を超えて』　佐野安仁他訳、晃洋書房、1985年06 ISBN 4771003041
- 『人間の研究』　沢田允夫訳、晃洋書房、1986年07 ISBN 4771003459
- 『創造的想像力』（増補版）　慶伊富長訳、ハーベスト社、1986年12　ISBN 9784938551988
- 『人間について』　中山潔訳、ハーベスト社、1986年12　ISBN 4938551012
- 『自由の論理』　長尾史郎訳、ハーベスト社、1988年05 ISBN 4938551063